# Saint-Jean-le-Thomas
Saint-Jean-le-Thomas és un municipi francès situat al departament de la Manche i a la regió de Normandia. L'any 2007 tenia 425 habitants.

## Demografia

### Població
El 2007 la població de fet de Saint-Jean-le-Thomas era de 425 persones. Hi havia 215 famílies de les quals 100 eren unipersonals (48 homes vivint sols i 52 dones vivint soles), 67 parelles sense fills, 36 parelles amb fills i 12 famílies monoparentals amb fills.
La població ha evolucionat segons el següent gràfic:
Habitants censats

### Habitatges
El 2007 hi havia 519 habitatges, 222 eren l'habitatge principal de la família, 283 eren segones residències i 15 estaven desocupats. 452 eren cases i 52 eren apartaments. Dels 222 habitatges principals, 169 estaven ocupats pels seus propietaris, 44 estaven llogats i ocupats pels llogaters i 9 estaven cedits a títol gratuït; 6 tenien una cambra, 15 en tenien dues, 48 en tenien tres, 53 en tenien quatre i 101 en tenien cinc o més. 154 habitatges disposaven pel capbaix d'una plaça de pàrquing. A 135 habitatges hi havia un automòbil i a 54 n'hi havia dos o més.

### Piràmide de població
La piràmide de població per edats i sexe el 2009 era:
| Homes | Edats   | Dones |
| ----- | ------- | ----- |
| 0     | 95 o +  | 4     |
| 8     | 90 a 94 | 4     |
| 8     | 85 a 89 | 16    |
| 8     | 80 a 84 | 4     |
| 16    | 75 a 79 | 16    |
| 24    | 70 a 74 | 16    |
| 20    | 65 a 69 | 20    |
| 8     | 60 a 64 | 20    |
| 8     | 55 a 59 | 24    |
| 4     | 50 a 54 | 0     |
| 0     | 45 a 49 | 4     |
| 0     | 40 a 44 | 4     |
| 8     | 35 a 39 | 12    |
| 12    | 30 a 34 | 12    |
| 16    | 25 a 29 | 8     |
| 0     | 20 a 24 | 4     |
| 8     | 15 a 19 | 8     |
| 12    | 10 a 14 | 0     |
| 4     | 5 a 9   | 20    |
| 16    | 0 a 4   | 8     |

## Economia
El 2007 la població en edat de treballar era de 209 persones, 129 eren actives i 80 eren inactives. De les 129 persones actives 113 estaven ocupades (52 homes i 61 dones) i 17 estaven aturades (9 homes i 8 dones). De les 80 persones inactives 47 estaven jubilades, 14 estaven estudiant i 19 estaven classificades com a «altres inactius».

### Ingressos
El 2009 a Saint-Jean-le-Thomas hi havia 226 unitats fiscals que integraven 426 persones, la mediana anual d'ingressos fiscals per persona era de 19.655 €.

### Activitats econòmiques
Dels 34 establiments que hi havia el 2007, 1 era d'una empresa alimentària, 1 d'una empresa de fabricació d'altres productes industrials, 6 d'empreses de construcció, 6 d'empreses de comerç i reparació d'automòbils, 3 d'empreses de transport, 5 d'empreses d'hostatgeria i restauració, 6 d'empreses immobiliàries, 1 d'una empresa de serveis, 2 d'entitats de l'administració pública i 3 d'empreses classificades com a «altres activitats de serveis».
Dels 11 establiments de servei als particulars que hi havia el 2009, 1 era una oficina de correu, 1 autoescola, 1 paleta, 1 guixaire pintor, 1 fusteria, 1 lampisteria, 1 perruqueria, 2 restaurants i 2 agències immobiliàries.
Dels 2 establiments comercials que hi havia el 2009, 1 era una botiga de menys de 120 m² i 1 una fleca.
L'any 2000 a Saint-Jean-le-Thomas hi havia 5 explotacions agrícoles.

## Equipaments sanitaris i escolars
El 2009 hi havia una escola elemental integrada dins d'un grup escolar amb les comunes properes formant una escola dispersa.

## Poblacions més properes
El següent diagrama mostra les poblacions més properes.